# The Magic of Belle Isle
The Magic of Belle Isle è un film del 2012 diretto da Rob Reiner e scritto da Guy Thomas, con Morgan Freeman e Virginia Madsen. Il film è stato distribuito il 6 luglio 2012 da Magnolia Pictures.

## Trama
Monte Wildhorn  è un famoso scrittore di romanzi western ma la morte della moglie, avvenuta sei anni prima, gli ha bloccato ogni ispirazione e lo ha spinto ad iniziare a bere. Per l'estate compra una casa sul lago nella pittoresca Belle Isle e fa amicizia con la vicina famiglia O'Neill, composta da un’attraente madre single e dalle sue figlie. Wildhorn lega specialmente con la figlia di mezzo, Finn, che lo aiuterà a ritrovare l'ispirazione nella scrittura.

## Produzione
The Magic of Belle Isle è stato girato nel villaggio di Greenwood Lake, New York nel luglio del 2011.

## Accoglienza
The Magic of Belle Isle ha ricevuto delle critiche negative nella cronaca di stampa. In Rotten Tomatoes il film ha avuto un rating del 30% su 33 critiche, con una votazione media di 4,9/10. Su Metacritic il film ha avuto un punteggio di 46 su 100, basato su 14 critiche.

## Versioni digitali
Il film è stato pubblicato in DVD e Blu-ray a settembre del 2012 ed è disponibile in streaming su Netflix.